# Ingrid Burkhard
Pour les articles homonymes, voir Burkhard.
Ingrid Burkhard,  née le 7 juin 1931 à Vienne est une actrice autrichienne.

## Biographie
Après sa formation au Max Reinhardt Seminar, elle commence sa carrière au Vorarlberger Landestheater (de). Entre 1953 et 1972, elle est engagée avec son mari Hannes Siegl au Landestheater Linz (de), à des théâtres de Bonn et au Schauspielhaus de Zurich. Elle est la mère de l'acteur Dietrich Siegl (de) et d'une fille nommée Katharina.
À son retour à Vienne, où son mari devient membre du Burgtheater en 1972, elle mène une carrière indépendante, jouant dans des petites productions puis est engagée au Burgtheater et au Theater in der Josefstadt.
Elle se fait connaître grâce à son rôle dans la série Ein echter Wiener geht nicht unter (de), où elle joue l'épouse de Karl Merkatz.

## Filmographie

### Télévision

#### Séries télévisées
- 1975-1979: Ein echter Wiener geht nicht unter (de)
- 1975: Tatort: Urlaubsmord
- 1988: Heiteres Bezirksgericht
- 2006: Der Arzt vom Wörthersee
- 2007: Lilly Schönauer (de) – Umweg ins Glück

#### Téléfilms
- 2000: Da wo die Berge sind (de)
- 2003: Da wo die Liebe wohnt (de)
- 2004: Une mamie envahissante
- 2008: Ein halbes Leben
- 2008: Heimat zu verkaufen (de)
- 2010: Willkommen in Wien

### Cinéma
- 1985: '38
- 1993: Verlassen Sie bitte Ihren Mann
- 1997: Qualtingers Wien
- 2000: Komm, süßer Tod
- 2003: Twinni
- 2008: Echte Wiener – Die Sackbauer-Saga (de)
- 2010: Echte Wiener 2 – Die Deppat’n und die Gspritzt’n (de)
- 2016 : Toni Erdmann de Maren Ade